# Picris sinuata
Picris sinuata là một loài thực vật có hoa trong họ Cúc. Loài này được (Lam.) Lack miêu tả khoa học đầu tiên năm 1977.